# Kiden Nixon
Kiden Nixon è un personaggio dei fumetti creato da Joe Quesada (testi) e Joshua Middleton (disegni), pubblicato dalla Marvel Comics. Apparsa per la prima volta sulle pagine di NYX n. 1 (novembre 2003), Kiden è una mutante non appartenente al circuito degli X-Men anche se le sue avventure erano spesso ambientate a New York, passata sede dell'attività del gruppo mutante.

## Poteri e abilità
Kiden è una mutante capace di accedere ad una dimensione temporale in cui il tempo scorre più velocemente che nella realtà. Una volta lì, le sue percezioni del mondo esterno sono di molto rallentate e, a causa del suo muoversi velocemente e capace di alterare la realtà che la circonda. Entrata in questa dimensione temporale, non necessità più di alcun sostentamento né risente di fatica o stanchezza fisica; in questo stato può sopravvivere per mesi se non addirittura anni, mentre nel mondo reale non sono passati che solo pochi giorni. Originariamente, Kiden poteva attivare il proprio potere solo verbalmente esclamando «fermo!», successivamente il suo controllo è aumentato facendovela accedere anche attraverso un puro atto di volonta, non verbalizzando il comando; tuttavia, in momenti di stress o pericolo, il suo cervello opera di propria iniziativa, facendola entrare in questa dimensione temporale attraverso un comando riflesso. Diversamente, per uscirevene, inizialmente Kiden aveva bisogno di un contatto fisico abbastanza prolungato in modo da permettere al proprio fisico di riadeguarsi alla normale velocità di scorrimento del tempo (purtroppo, coloro che venivano utilizzati come "ancora" subivano alcuni spiacevoli incidenti a causa della forza d'inerzia e della elevata velocità temporale alla quale Kiden stava viaggiando, causando in molti casi la rottura di qualche arto), anche se in ultimo è stata capace di fuoriuscire dal flusso temporale accelerato solo grazie alla forza volontà.